# Кардон, Стефан
Стефан Кардон (фр. Stéphane Cardon; 6 декабря 1940, Бетюн — 5 октября 2018) — французский дирижёр.
Начал учиться игре на виолончели с пятилетнего возраста. Окончил Лилльскую консерваторию как виолончелист и пианист, затем Парижскую консерваторию по классам дирижирования и контрабаса; учился, среди прочего, у Манюэля Розенталя и Оливье Мессиана. В 1970 году занял первое место на Безансонском международном конкурсе молодых дирижёров и второе место на Конкурсе имени Николая Малько в Копенгагене. С 1972 года спорадически преподавал в Парижской консерватории, в 2013—2017 гг. вёл курс дирижирования в консерватории Камбре.
В 1972—1983 гг. директор Музыкального и оперного центра в Гренобле, координировавшего музыкальное развитие региона; во главе созданного в центре инструментального ансамбля гастролировал по Европе и Латинской Америке. Осуществлённая Кардоном с гренобльскими музыкантами запись «Трёх маленьких литургий божественного присутствия» Мессиана удостоилась в 1984 году премии Фонда Ибера. В 1983—2007 гг. второй дирижёр Оркестра Капитолия Тулузы, ассистент Мишеля Плассона. Работал также с Оркестром Колонна и Симфоническим оркестром Дуэ, с Хиросимским симфоническим оркестром в Японии осуществил мировую премьеру симфонической поэмы Люсьена Ферье-Журдена (1897—1991) «Вихрь», посвящённой атомным бомбардировкам Хиросимы и Нагасаки. Среди других сочинений, впервые исполненных под управлением Кардона, — «Песни Езекии» Доминика Тронсена и «Разорванное время» Сержа Кауфмана.